# Комишова Бухта (Севастополь)
Комишова Бухта (крим. Qamış Körfezi), розмовне Комиши, Камиши — мікрорайон на заході міста Севастополя, у Гагарінському районі, колишнє селище. Розташований на заході Севастополя на березі однойменної бухти, від якої й походить назва.

## Опис

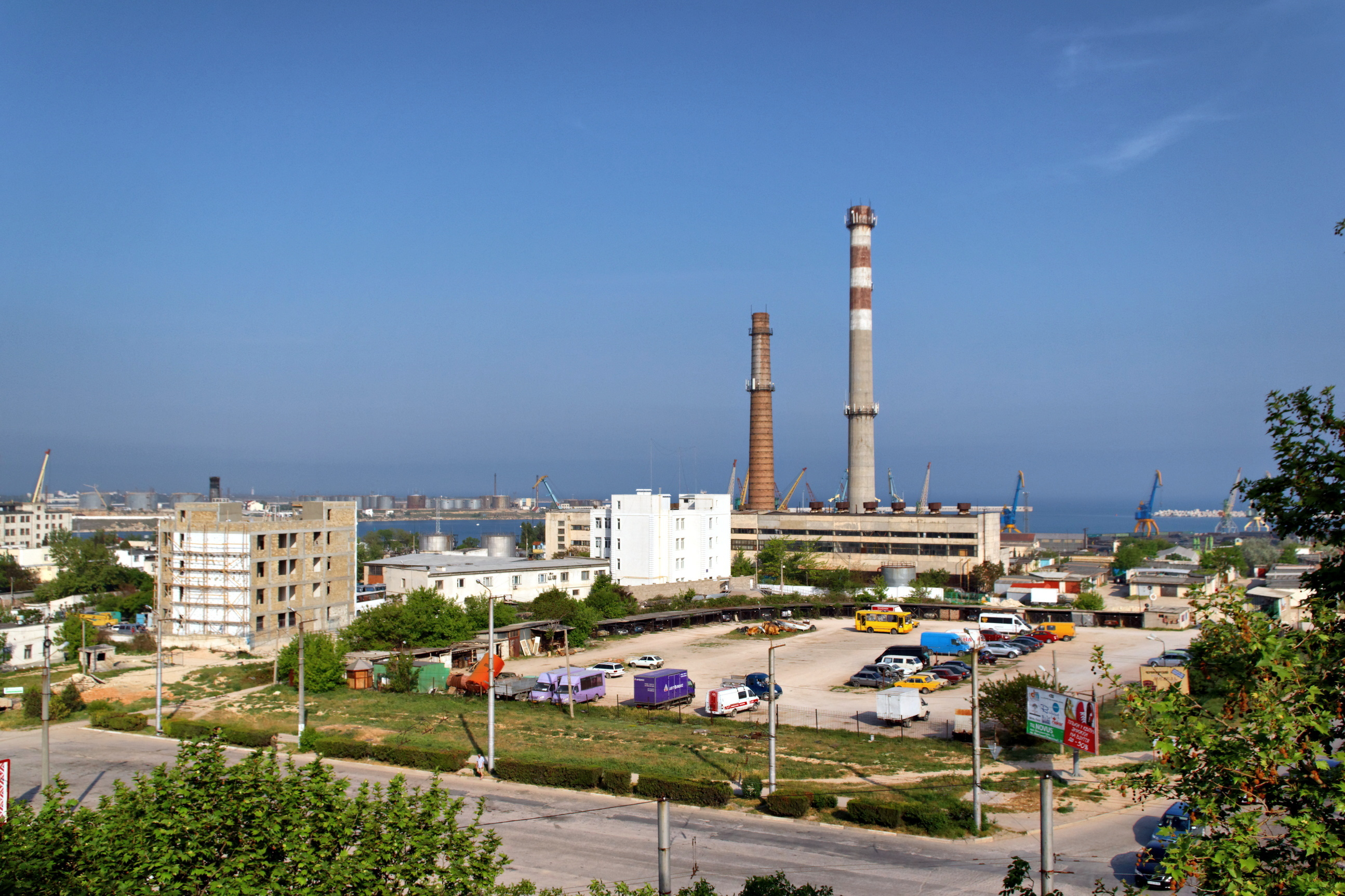
Вид на промзону Комишової бухти

Розташований у західній частині міста.
Основні напрямки: Проспект Героїв Сталінграда, вулиця Героїв Бреста, вулиця Павла Корчагіна, вулиця Пролетарська, Правди вулиця.
Район відрізняється високим рівнем розвитку інфраструктури та відмінною транспортною забезпеченістю, тут проходять маршрути всіх видів транспорту міста.
Основні локальні центри — ТРЦ Апельсин, Палац культури рибалок, Площа Святого Миколая, Храм Святителя Миколая, Сталінградський ринок (частково знесений окупаційною владою у 2018 році), Рибальський сквер. Ведеться активне нове будівництво багатоповерхівок у зонах, що прилягають до берегової лінії. На території мікрорайону розташовано кілька міських пляжів.
Майже весь північно-східний берег Комишової бухти (крім північної частини) зайнятий Севастопольським морським рибним портом і Судноремонтним заводом «Південний».
Одразу за цими підприємствами розташовані найстаріші житлові квартали району.

## Історія

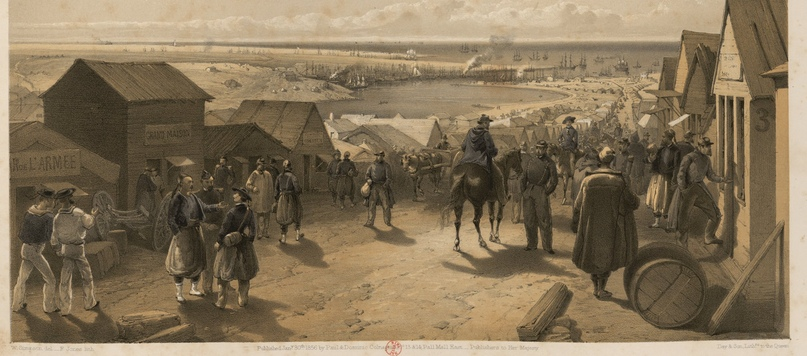
Французький табір у Комишової бухті біля Севастополя, 1854—1856, евакуйований після Паризького миру

У стародавні часи біля селища існували античні садиби хори Херсонеса Таврійського, деякі з яких продовжували існувати до середньовіччя.
Під час Кримської війни у Комишовій бухті була стоянка французького флоту, на березі якої збудовано поселення, на той час мало назву «місто Кам'єш» (з ресторанами, лавками, церквою та театром на 1200 місць).
У другій половині ХІХ століття тут з'являються хутори жителів (переважно офіцерів) Севастополя, а після засновано рибальське селище, яке було назване Камишевою бухтою.
Відповідно до Списком населених пунктів Кримської АРСР за Всесоюзним переписом 17 грудня 1926 року, на хуторі Комишова Бухта Ново-Земельської сільської ради Севастопольського району налічувалось 10 подвір'їв, населення складало 36 осіб, з них 20 чоловіків та 16 жінок. У національному відношенні враховано 21 росіян, 11 українців, 1 білорус, 1 німець, 1 естонець, 1 записаний у графі «інші».
У 1952 році, через створення бази Азово-Чорноморського басейну з вилову та переробки риби, почав будуватися рибальський порт та селище при ньому.
У 1961 році Комишовій бухті було присвоєно статус селища міського типу, певне, тоді ж утворено і селищну раду, оскільки станом на 1968 рік вона вже діяла.
У 1960-ті роки район був пов'язаний із центром Севастополя тролейбусною лінією та розпочалася активна забудова багатоповерховими будинками. Район розширився північ і майже досяг південного берега Круглої бухти.
Населення станом на 1974 рік складало 11,7 тис. осіб.
До 1 січня 1977 року селище Комишова Бухта було включено до складу Севастополя.
В окупації район розширюється на північний схід, за рахунок освоєння територій раніше зайнятих військовими частинами та пустирем із залишками сільськогосподарських давньогрецьких садиб Херсонесу Таврійського.
З 7 вересня 2023 року частина місцевості передана до Бахчисарайського району Автономної Республіки Крим.